# Репік Віктор Євгенович
Ві́ктор Євге́нович Репік — майор Збройних сил України. Заступник командира 2 ДШБ 95 ДШБР. Позивний Кварц.

## Нагороди
Командир 2-ї аеромобільно-десантної роти першого аеромобільно-десантного батальйону 95-ї Житомирської окремої аеромобільної бригади.
14 серпня 2014 року — за особисту мужність і героїзм, виявлені у захисті державного суверенітету та територіальної цілісності України, вірність військовій присязі під час російсько-української війни, відзначений — нагороджений орденом Богдана Хмельницького III ступеня.